# Bad Reichenhall (stacja kolejowa)
Bad Reichenhall (niem.: Bahnhof Bad Reichenhall) – stacja kolejowa w Bad Reichenhall, w kraju związkowym Bawaria, w Niemczech. Leży na linii kolejowej Freilassing – Berchtesgaden i jest jednym z dwóch obiektów kolejowych w mieście. Drugi to przystanek kolejowy Bad Reichenhall-Kirchberg.
Według klasyfikacji Deutsche Bahn posiada kategorię 5.

## Historia
Stacja została otwarta w Bad Reichenhall w roku 1866 jako koniec linii z Freilassing, a wreszcie w 1888 roku przekształca się w stację pośrednią, kiedy otwarto dalszą część trasy do Berchtesgaden. W 1896 kosztem 87 000 marek zbudowano budynek poczty na dworcu, który został rozbudowany na długość 6 metrów od strony południowej w 1906 roku. Od 1914 roku linia i stacja kolejowa są zelektryfikowane.
Zbudowany w 1866 budynek dworca został całkowicie zniszczony w 1945 roku. Zaprojektowany przez architektów Bühlmeyer i Fackler, nowy budynek został zbudowany w latach 1953–1955. Stacja została zmodernizowana w 2012 roku.

## Linie kolejowe
- Freilassing – Berchtesgaden

## Połączenia
| Rodzaj pociągu/ Linia | Trasa                                             | Trasa                                             | Takt           |
| --------------------- | ------------------------------------------------- | ------------------------------------------------- | -------------- |
| S3                    | Schwarzach-Sankt Veit im Pongau – Bad Reichenhall | Schwarzach-Sankt Veit im Pongau – Bad Reichenhall | co pół godziny |
| S4                    | Freilassing – Bad Reichenhall – Berchtesgaden Hbf | Freilassing – Bad Reichenhall – Berchtesgaden Hbf | co pół godziny |
| Regional-Express      | Freilassing – Bad Reichenhall – Berchtesgaden Hbf | Freilassing – Bad Reichenhall – Berchtesgaden Hbf | para pociągów  |
| Regionalbahn          | Freilassing – Bad Reichenhall – Berchtesgaden Hbf | Freilassing – Bad Reichenhall – Berchtesgaden Hbf | para pociągów  |

Bad Reichenhall jest regularnie obsługiwane przez dwie linie S-Bahn w Salzburgu, które poruszają się co pół godziny. Są one obsługiwane przez Österreichische Bundesbahnen linia S3 (Bad Reichenhall–Salzburg–Sankt Veit im Pongau) i linia S4 przez Berchtesgadener Land Bahn (Freilassing–Berchtesgaden). Linie są obsługiwane pociągami Bombardier Talent lub Stadler FLIRT.
Ponadto Deutsche Bahn obsługuje z dworca każdego dnia Regional-Express i pary pociągów regionalnych. Regionalny Pociąg ekspresowy kursuje do lub z Freilassing jako InterCity, a tym samym zapewnia bezpośrednie połączenie do i z Hamburga.